# ميخائيل فرانس
ميخائيل فرانس (بالإنجليزية: Michael France)‏ هو كاتب سيناريو أمريكي، ولد في 4 يناير 1962 في سانت بيترسبرغ في الولايات المتحدة، وتوفي في 12 أبريل 2013 في مقاطعة بينيلاس في الولايات المتحدة بسبب السكري.

## وصلات خارجية
- ميخائيل فرانس على موقع IMDb (الإنجليزية)
- ميخائيل فرانس على موقع قاعدة بيانات الفيلم (الإنجليزية)